# Beber (Oder)
Die Beber (auch Pöhlder Bach) ist ein Fließgewässer im Landkreis Göttingen in Niedersachsen.
Der etwa 8 km lange Zufluss der Oder hat seine Quelle etwa 2 km westlich von Bartolfelde, einem Stadtteil von Bad Lauterberg im Harz. Von dort fließt die Beber in westlicher Richtung und mündet etwa 2 km nordwestlich vom Kernbereich von Pöhlde, einem Ortsteil der Stadt Herzberg am Harz, in die Oder.